# DHB-Pokal 1998/99
Der DHB-Pokal 1998/99 war die 25. Austragung des Handballpokalwettbewerbs der Herren. Das Finale fand am 28. März 1999 in der mit 4.480 Besuchern ausverkauften Alsterdorfer Sporthalle in Hamburg statt. Sieger wurde zum zweiten Mal in Folge der THW Kiel.

## Modus
Es traten 111 Mannschaften aus der Bundesliga, der 2. Bundesliga, der Regionalliga, der Oberliga und dem Landesverband unterhalb der Oberliga im K.-o.-System gegeneinander an. Es wurden fünf Hauptrunden ausgetragen. Danach erfolgte die weitere Ausspielung mit zwei Halbfinalspielen und einem Finale im Final Four.

## 1. Runde
Die Begegnungen der 1. Runde fanden, ohne Beteiligung der 16 Erstligavereine, am 5. und 6. September 1998 statt. Die SG Leutershausen kam durch ein Freilos in die 2. Runde.

### Nord
| Heimmannschaft                |   | Gastmannschaft            | Ergebnis                          |
| ----------------------------- | - | ------------------------- | --------------------------------- |
| Dessauer HV                   | – | TV Krefeld-Oppum          | 29:13 (16:5)                      |
| MTV Herzhorn                  | – | HC Empor Rostock          | 22:32 (10:15)                     |
| DJK Unitas Haan               | – | SV Anhalt Bernburg        | 22:21 (11:12)                     |
| HC TuRa Bergkamen             | – | FSV 1895 Magdeburg        | 24:26 (10:13)                     |
| SG Neuenhaus/Uelsen           | – | DHK Flensborg             | 18:24 (10:11)                     |
| SG Achim/Baden                | – | TV Grambke Bremen         | 21:25 (7:12)                      |
| Bramstedter TS                | – | TSV Ellerbek              | 25:24 (20:20, 9:11) n. V.         |
| Eintracht Hildesheim          | – | TV Emsdetten              | 21:22 (10:8)                      |
| TSV Burgdorf                  | – | TSG Herdecke              | 29:34 (14:16)                     |
| Reinickendorfer Füchse Berlin | – | HSG Spenge-Lenzinghausen  | 13:24 (9:14)                      |
| TSG Calbe                     | – | ATSV Stockelsdorf         | 20:23 (8:10)                      |
| SV Eiche Biederitz            | – | SG VTB Altjührden         | 1:0 (Gast trat nicht an)          |
| SG PSV/WHV Wilhelmshaven      | – | HSG Tarp-Wanderup         | 30:24 (11:10)                     |
| Bad Doberaner SV              | – | SG Hameln                 | 13:24 (6:13)                      |
| Ahlener SG                    | – | HSG Nordhorn              | 22:31 (14:19)                     |
| VfL Fredenbeck                | – | VfL Tegel                 | 37:19 (15:11)                     |
| TSV Nordstrand                | – | TV Jahn Duderstadt        | 16:33 (8:15)                      |
| SG Wittenberg-Piesteritz      | – | HG 85 Köthen              | 17:27 (10:12)                     |
| VfL Lichtenrade               | – | TSV Bremervörde           | 25:? (11:12)                      |
| TV Angermund                  | – | SV Post Schwerin          | 35:34 (31:31, 27:27, 10:10) n. V. |
| HSG Sasel/Duwo                | – | HSG Blau-Weiß Spandau     | 11:27 (7:13)                      |
| Stralsunder HV                | – | 1. SV Concordia Delitzsch | 17:14 (7:7)                       |
| Wuppertaler SV                | – | SG Flensburg-Handewitt II | 17:16 (11:8)                      |
| TSV Altenholz                 | – | TSG Bielefeld             | 28:30 (12:15)                     |

### Süd
| Heimmannschaft                 |   | Gastmannschaft            | Ergebnis                   |
| ------------------------------ | - | ------------------------- | -------------------------- |
| TuS Eintracht Wiesbaden        | – | TG Melsungen              | 15:23 (7:13)               |
| HG Erlangen                    | – | TSV Bayer Dormagen        | 23:25 (14:12)              |
| TSG Ober-Eschbach              | – | TV Oppenweiler            | 25:24 (12:16)              |
| SV Hermsdorf                   | – | Frisch Auf Göppingen      | 27:30 (9:13)               |
| VfL Eintracht Hagen            | – | VfL Pfullingen            | 25:28 (13:14)              |
| TV Kirchzell                   | – | TSV Trudering             | 22:23 (21:21, 13:11) n. V. |
| HSC Landwehrhagen              | – | TSV Östringen             | 17:24 (8:15)               |
| TuS Ferndorf                   | – | HSC Bad Neustadt          | 22:26 (11:12)              |
| VfL Gummersbach II             | – | EHV Aue                   | 16:29 (6:15)               |
| TSV Heiningen 1892             | – | HSG Zotzenheim/St. Johann | 25:21 (11:10)              |
| TSV Alemannia Zähringen        | – | TuS Niederpleis           | 15:24 (10:13)              |
| Wermelskirchener TV            | – | TVA Saarbrücken           | 28:29 (13:15)              |
| VTV Mundenheim                 | – | SG Solingen               | 20:30 (8:16)               |
| TV Hüttenberg                  | – | TSG Friesenheim           | 24:25 (7:15)               |
| TV Kornwestheim                | – | HSV Düsseldorf            | 21:25 (8:11)               |
| SG Werratal 92                 | – | HG Saarlouis              | 30:24 (15:11)              |
| HSG Freiburg                   | – | TV Groß-Umstadt           | 26:21 (14:12)              |
| HG Oftersheim/Schwetzingen     | – | TV 08 Willstätt           | 22:25 (8:11)               |
| Longericher SC                 | – | HSV Suhl                  | 33:31 (27:27, 14:14) n. V. |
| HSG Mülheim-Kärlich/Bassenheim | – | CSG Erlangen              | 23:24 (11:12)              |
| TV Hardheim 1895               | – | TuS Wörrstadt             | 18:20 (9:11)               |
| TuS Oberhausen                 | – | HSG Gensungen-Felsberg    | 18:26 (7:15)               |
| HG Rothenburg                  | – | TuS Landstuhl             | 21:24 (11:10)              |

## 2. Runde
Die Begegnungen der 2. Runde fanden hauptsächlich am 28. Oktober 1998 statt.

### Nord
| Heimmannschaft           |   | Gastmannschaft         | Ergebnis                  |
| ------------------------ | - | ---------------------- | ------------------------- |
| TSV Bremervörde          | – | THW Kiel               | 21:31 (11:15)             |
| SG PSV/WHV Wilhelmshaven | – | GWD Minden             | 21:36 (9:12)              |
| HSG Spenge/Lenzinghausen | – | HG 85 Köthen           | 36:28 (17:16)             |
| SV Eiche Biederitz       | – | Dessauer HV            | 22:39 (11:18)             |
| FSV 1895 Magdeburg       | – | HC Empor Rostock       | 26:25 (9:12)              |
| TV Jahn Duderstadt       | – | VfL Bad Schwartau      | 22:19 (12:8)              |
| DJK Unitas Haan          | – | TBV Lemgo              | 14:30 (4:16)              |
| Wuppertaler SV           | – | TV Grambke Bremen      | 24:29 (15:15)             |
| TSG Bielefeld            | – | SG Hameln              | 23:22 (13:11)             |
| DHK Flensborg            | – | HSG Nordhorn           | 22:27 (10:12)             |
| TuS Nettelstedt          | – | SG Flensburg-Handewitt | 22:32 (16:15)             |
| Bramstedter TS           | – | TV Angermund           | 19:22 (7:7)               |
| HSG Blau-Weiß Spandau    | – | SC Magdeburg           | 18:19 (9:7)               |
| VfL Fredenbeck           | – | TUSEM Essen            | 25:27 (22:23, 9:10) n. V. |
| Stralsunder HV           | – | TV Emsdetten           | 31:33 (25:25, 9:17) n. V. |
| ATSV Stockelsdorf        | – | TSG Herdecke           | 26:32 (11:17)             |

### Süd
| Heimmannschaft     |   | Gastmannschaft                 | Ergebnis                   |
| ------------------ | - | ------------------------------ | -------------------------- |
| TuS Niederpleis    | – | ThSV Eisenach                  | 20:25 (9:11)               |
| TSV Östringen      | – | VfL Pfullingen                 | 28:27 (23:23, 12:15) n. V. |
| TSV Trudering      | – | HC Wuppertal                   | 15:26 (5:12)               |
| TVA Saarbrücken    | – | HSG Gensungen-Felsberg         | 34:31 (16:13)              |
| TV 08 Willstätt    | – | HSG Dutenhofen/Münchholzhausen | 29:33 (25:25, 10:10) n. V. |
| TG Melsungen       | – | TuS Schutterwald               | 30:22 (15:12)              |
| HSG Freiburg       | – | VfL Gummersbach                | 24:34 (13:16)              |
| CSG Erlangen       | – | Frisch Auf Göppingen           | 25:32 (10:13)              |
| HSV Düsseldorf     | – | TSV Bayer Dormagen             | 14:21 (5:8)                |
| TuS Landstuhl      | – | SG W/M Frankfurt               | 17:31 (8:12)               |
| TSG Friesenheim    | – | TV Niederwürzbach              | 18:25 (8:11)               |
| TuS Wörrstadt      | – | SG Leutershausen               | 22:39 (8:18)               |
| TSG Ober-Eschbach  | – | Longericher SC                 | 29:22 (10:10)              |
| HSC Bad Neustadt   | – | TV Großwallstadt               | 19:29 (7:16)               |
| SG Werratal 92     | – | SG Solingen                    | 23:26 (11:14)              |
| TSV Heiningen 1892 | – | EHV Aue                        | 21:27 (12:12)              |

## 3. Runde
Die Begegnungen der 3. Runde fanden am 2. Dezember 1998 statt.
| Heimmannschaft                 |   | Gastmannschaft           | Ergebnis                          |
| ------------------------------ | - | ------------------------ | --------------------------------- |
| TV Emsdetten                   | – | THW Kiel                 | 25:32 (11:18)                     |
| EHV Aue                        | – | TSV Bayer Dormagen       | 27:31 (15:19)                     |
| SG Solingen                    | – | GWD Minden               | 27:26 (24:24, 11:10) n. V.        |
| TSG Ober-Eschbach              | – | Dessauer HV              | 20:32 (9:16)                      |
| TSG Bielefeld                  | – | ThSV Eisenach            | 25:22 (11:9)                      |
| TSV Östringen                  | – | TV Niederwürzbach        | 23:28 (10:13)                     |
| TV Angermund                   | – | HC Wuppertal             | 22:27 (12:10)                     |
| Frisch Auf Göppingen           | – | SC Magdeburg             | 24:30 (12:16)                     |
| HSG Nordhorn                   | – | SG Leutershausen         | 28:17 (12:8)                      |
| TSG Herdecke                   | – | TV Grambke Bremen        | 31:30 (28:28, 25:25, 11:15) n. V. |
| HSG Dutenhofen/Münchholzhausen | – | SG Flensburg-Handewitt   | 28:16 (12:6)                      |
| TV Jahn Duderstadt             | – | TG Melsungen             | 25:29 (10:14)                     |
| TVA Saarbrücken                | – | HSG Spenge/Lenzinghausen | 26:16 (11:7)                      |
| TV Großwallstadt               | – | TUSEM Essen              | 21:23 (11:13)                     |
| FSV 1895 Magdeburg             | – | TBV Lemgo                | 22:27 (14:11)                     |
| VfL Gummersbach                | – | SG W/M Frankfurt         | 32:23 (16:8)                      |

## 4. Runde
Die Begegnungen der 4. Runde fanden am 6. Januar 1999 statt.
| Heimmannschaft  |   | Gastmannschaft                 | Ergebnis      |
| --------------- | - | ------------------------------ | ------------- |
| Dessauer HV     | – | THW Kiel                       | 21:28 (8:15)  |
| VfL Gummersbach | – | SC Magdeburg                   | 28:30 (10:11) |
| TVA Saarbrücken | – | TSV Bayer Dormagen             | 23:24 (15:16) |
| HC Wuppertal    | – | HSG Nordhorn                   | 25:31 (10:15) |
| TG Melsungen    | – | TBV Lemgo                      | 24:27 (9:15)  |
| TSG Bielefeld   | – | SG Solingen                    | 21:19 (8:10)  |
| TUSEM Essen     | – | TV Niederwürzbach              | 28:20 (13:9)  |
| TSG Herdecke    | – | HSG Dutenhofen/Münchholzhausen | 25:29 (12:14) |

## 5. Runde
Die Begegnungen der 5. Runde fanden am 10. Februar 1999 statt.
| Heimmannschaft |   | Gastmannschaft                 | Ergebnis                                           |
| -------------- | - | ------------------------------ | -------------------------------------------------- |
| THW Kiel       | – | HSG Dutenhofen/Münchholzhausen | 29:22 (12:8)                                       |
| TUSEM Essen    | – | HSG Nordhorn                   | 29:28 (27:28, 26:26, 23:25, 22:22,12:9) (n. 2. V.) |
| TBV Lemgo      | – | TSG Bielefeld                  | 34:25 (16:10)                                      |
| SC Magdeburg   | – | TSV Bayer Dormagen             | 26:17 (14:5)                                       |

## Final Four
Die Pokalendrunde wurde am 27. und 28. März 1999 in der Alsterdorfer Sporthalle in Hamburg ausgetragen.

### Halbfinale
Die Halbfinalspiele wurden am 27. März 1999 ausgetragen.
| Heimmannschaft |   | Gastmannschaft | Ergebnis      |
| -------------- | - | -------------- | ------------- |
| TUSEM Essen    | – | TBV Lemgo      | 24:26 (11:12) |
| THW Kiel       | – | SC Magdeburg   | 29:20 (17:10) |

### Finale
Das Finale um den DHB-Pokal wurde am 28. März 1999 um 14.30 Uhr ausgetragen.
| Heimmannschaft |   | Gastmannschaft | Ergebnis     |
| -------------- | - | -------------- | ------------ |
| TBV Lemgo      | – | THW Kiel       | 19:28 (6:14) |

TBV Lemgo: Grosser, Hvidt – Schürmann (1), Stephan (2), Tempelmeier  (2), Marosi (2/1), Ganschow, Sinjak  (3/1), Larsson (5), Lause, Zerbe , Walther  , Chalepo (5)
THW Kiel: Stojanović, Geerken – Wislander (4), Siemens (1), Jacobsen (6/2), Schwenke  (1), Menzel (1), Peruničić (6/1), Petersen  (2), Schmidt (2), Scheffler (1), Rastner, Olsson  (4)